# 칠곡경찰서
칠곡경찰서(漆谷警察署, Chilgok Police Station)는 경상북도경찰청이 관할하는 경찰서 중 하나이다. 경상북도 칠곡군 일대를 관할한다. 경상북도 칠곡군 약목면 칠곡대로 1050(관호리)에 위치하고 있다.
서장은 총경으로 보한다.

## 기본 정보
- 주소: 경상북도 칠곡군 약목면 칠곡대로 1050
- 우편번호: 39828

## 연혁
- 1946.04.11 제5관구 경찰청 제15관구 경찰서로 개칭
- 1949.02.13 왜관경찰서로 개칭
- 1949.02.23 칠곡경찰서로 개칭
- 1953.08.24 1등급 경찰서로 승격

## 관할 파출소
칠곡경찰서는 2개의 지구대와 5개의 파출소를 산하에 두고 있다.
| 명칭       | 사진 | 주소                 | 관할구역       | 치안센터     |
| ---------- | ---- | -------------------- | -------------- | ------------ |
| 왜관지구대 |      | 왜관읍 2번도로 33    | 왜관읍, 기산면 | 기산치안센터 |
| 북삼지구대 |      | 북삼읍 인평1길 2     | 북삼읍         |              |
| 약목파출소 |      | 약목면 약목3길 12    | 약목면         |              |
| 석적파출소 |      | 석적읍 석적로 626    | 석적읍         |              |
| 지천파출소 |      | 지천면 신동로 154    | 지천면         |              |
| 동명파출소 |      | 동명면 금암중앙길 21 | 동명면         |              |
| 가산파출소 |      | 가산면 경북대로 1576 | 가산면         |              |